# Clu Gulager
Clu Gulager (de son vrai nom William Martin Gulager) est un acteur américain né le 16 novembre 1928 à Holdenville (Oklahoma) et mort le 5 août 2022 à Los Angeles (Californie). Son surnom Clu lui a été donné par son père, John Gulager, et fait référence aux hirondelles (surnommées clu-clu birds).

## Biographie

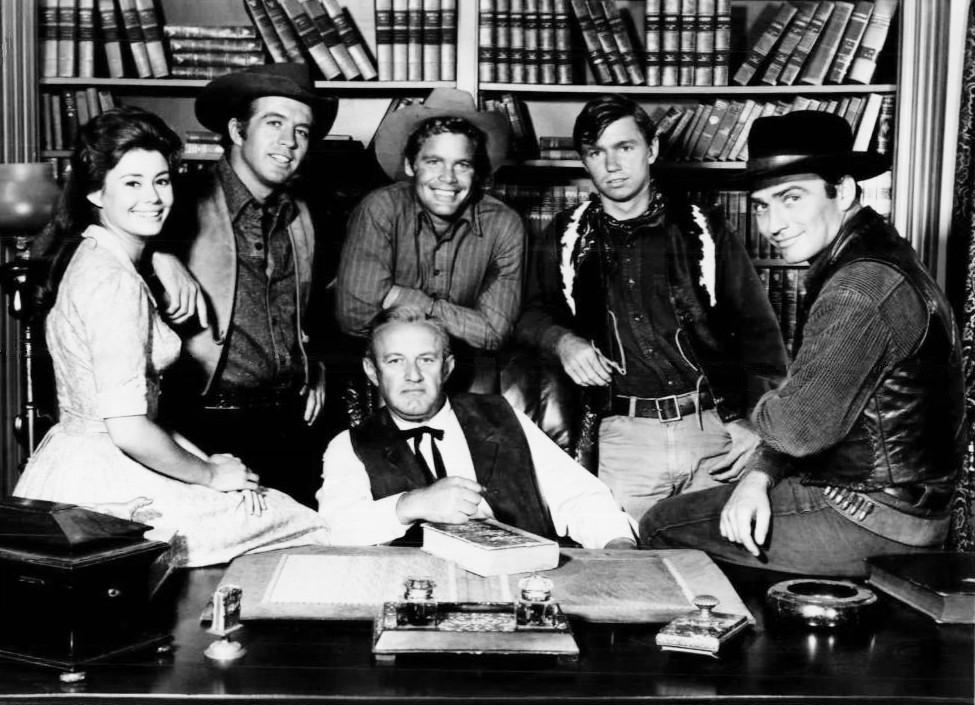
Clu Gulager (à gauche) dans la série Le Virginien.

### Famille
En 1952, Clu Gulager épouse Miriam Byrd Nethery avec qui il eut deux fils : John (1957) et Tom (1965).

## Filmographie partielle

### Cinéma
- 1964 : À bout portant  (The Killers) de Don Siegel : Lee
- 1969 : Virages (Winning) de James Goldstone : Larry
- 1971 : La Dernière Séance (The Last Picture Show) de Peter Bogdanovich : Abilene
- 1972 : Molly and Lawless John de Gary Nelson : Député Tom Clements
- 1974 : Un silencieux au bout du canon (McQ) de John Sturges : lieutenant Franklin Toms
- 1979 : Force One (A Force of One) de Paul Aaron : Dunne
- 1980 : Touched by Love de Gus Trikonis : Don Fielder
- 1984 : Le Train de Chattanooga (Chattanooga Choo Choo) de Bruce Bilson : Sam
- 1985 : Série noire pour une nuit blanche (Into the Night) de John Landis : un agent fédéral
- 1985 : Le Retour des morts-vivants (The Return of the Living Dead) de Dan O'Bannon : Burt Wilson
- 1985 : La Revanche de Freddy (A Nightmare on Elm Street 2: Freddy's Revenge) de Jack Sholder : Ken Walsh
- 1986 : Chasse sanglante (Hunter's Blood) de Robert C. Hughes : Mason Rand
- 1987 : Nuits sanglantes (The Offspring) de Jeff Burr : Stanley Burnside
- 1988 : Le Clandestin (Uninvited) de Greydon Clark : Albert
- 2005 : Feast de John Gulager : le barman
- 2008 : Feast 2: No Limit de John Gulager : le barman
- 2008 : Feast III: The Happy Finish (en)
- 2012 : Piranha 2 3D (Piranha 3DD) de John Gulager : Mo
- 2016 : Blue Jay d'Alexandre Lehmann : Waynie
- 2015 : Tangerine de Sean Baker
- 2019 : Once Upon a Time… in Hollywood de Quentin Tarantino : le propriétaire de la librairie

### Télévision
- 1959 : Au nom de la loi  saison 1 épisode 32 (Carrefour) : John Collins
- 1964-1970 : Le Virginien : Adjoint puis Shérif Emmett Ryker
- 1977 : Charlie Cobb Détective : Belle nuit pour une pendaison (téléfilm)
- 1985 : Arabesque : saison 2 : course épique
- 1986 : Supercopter (Airwolf)  saison 3 épisode 15 (Day of Jeopardy) : Cullen Dixon
- 1987 : Arabesque épisode 15 ans après
- 1988 : MacGyver (saison 3, épisode 13 "Terrain glissant") : Walt Kirby
- 1990 : Dan Turner, Hollywood Detective (téléfilm)

## Distinctions

### Récompenses
- Saturn Award :
  - Saturn Award du meilleur acteur dans un second rôle 1987 (Hunter's Blood)